# Zygophlaeoba
Zygophlaeoba is een geslacht van rechtvleugeligen uit de familie veldsprinkhanen (Acrididae). De wetenschappelijke naam van dit geslacht is voor het eerst geldig gepubliceerd in 1902 door Ignacio Bolívar.

## Soorten
Het geslacht Zygophlaeoba omvat de volgende soorten:
- Zygophlaeoba atractocera Bolívar, 1914
- Zygophlaeoba bolivari Henry, 1933
- Zygophlaeoba collina Uvarov, 1929
- Zygophlaeoba foveopunctata Bolívar, 1914
- Zygophlaeoba sinuatocollis Bolívar, 1902
- Zygophlaeoba truncaticollis Bolívar, 1902
- Zygophlaeoba varicornis Henry, 1933